# Успенский храм (Аксай)
Церковь Успения Пресвятой Богородицы — храм Русской православной церкви в городе Аксай, Ростовская область, Россия. Принадлежит Ростовской и Новочеркасской епархии Московского Патриархата.

## История
Необходимость в строительстве храма в станице Аксайской было обусловлено ростом населения и потребностью казачьего войска в собственном храме. Данная церковь изначально возводилась как главный храм станиц.
История Свято-Успенского храма началась 15 сентября 1822 года, когда по благословению Преосвященнейшего Епифана, епископа Воронежского и Черкасского, в основания храма был возложен первый камень. Церковь строили нас средства тульских купцов по проекту архитектора Абросимова. Надзор за строительством осуществляли старшина П. Д. Бобриков и С. И. Молчанов. Строительство храма длилось три года и обошлось в 135 000 рублей, собранных с частных пожертвований.
Храм был построен в стиле ампир по проекту известного архитектора М. А. Амбросимова. Также сохранились сведения о том, что второй престол на хорах во имя Усекновения главы Иоанна Предтечи сооружался на средства богатого казака Филимонова. Обряд освящения церкви был проведён в 1825 году.
Это был храм крестово-купольного типа с трехъярусной звонницей над притвором. Размеры церкви составляли 38х16 метров, высота до верхнего карниза — 10 метров. В 1842 году Новочеркасский казак Григорий Пудавов сделал для храма железную ограду на каменном фундаменте.
Иконостас Успенской церкви в 1837 году был выполнен подрядчиком из Москвы Яковом Шером. Иконостас имел размеры 17х5 метров. В 1837 году произошла замена старого иконостаса на новый. Интерьер церкви был расписан масляными красками, сюжет росписи был взят из Ветхого и Нового завета. В 1892 году произошло открытие церковно-приходской школы.

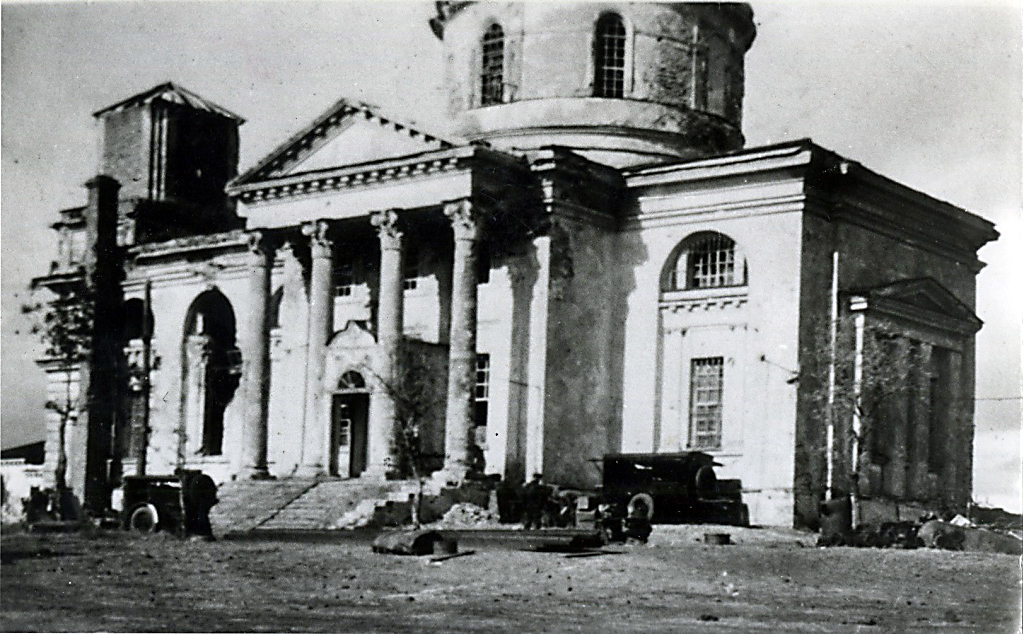
Свято-Успенский храм в начале XX века

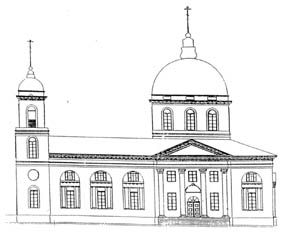
Чертеж Свято- Успенского храма, Аксай. Начало XX века

Храм имел трёхъярусную колокольню высотой 22 метра.
К церкви был приписан двухэтажный каменный дом, приобретенный в 1888 году у казака Бойченко. В этом доме размещалась церковно-приходская школа. Это здание по улице Чапаева сохранилось. В 1930-х годах здесь учился будущий дважды Герой Советского Союза Николай Дмитриевич Гулаев. В настоящее время здесь находится Дом детского творчества. Около церкви была построена склеп-часовня.
В 1930-х годах церковь закрыли. После Великой Отечественной войны здание церкви было передано ремонтному заводу «Сельхозтехника». Однако часть внутреннего интерьера сохранилась и до наших дней. В 1995 году второй этаж церкви, использовавшийся заводом под клуб, был возвращён верующим.
28 августа 1995 года на праздник Успения Пресвятой Богородицы в реконструированном храме началось богослужение. И именно с этого года начинаются реставрационные работы. С сентября 1997 г. студент РГСУ Рустам Викторович Рязанов начал работать над проектом восстановления церкви. Летом 1998 г. студенческий отряд РГСУ проводил работы по возведению барабана центрального купола. К 1999 г купол был восстановлен.
В 2000 году произошла реконструкция и реставрация колокольни. В 2001 году был установлен купол и крест.

## Священнослужители
В церкви с 1871 по 1910 год служили шесть епископов Аксайских, викариев Донской епархии. В то время в станице Аксайской находилась кафедра епископов.
Известными церковными деятелями были епископы Никанор (Бровкович) (служил с 1871 по 1876 год) и епископ Захария (Лобов) (служил с 1923 по 1928 год). Проповедники Захария (Лобов) и Николай Попов приняли мученическую смерть. По решению Архиерейского собора Русской православной церкви они были канонизированы в сонме новомучеников и исповедников Российских, пострадавших за Христа в XX веке.

## Святыни
- По описи 1851 года в церкви числилось Евангелие 1815 года с позолоченным окладом, середина которого была усыпана 356 яхонтами и 89 изумрудами.
- Икона «Усекновение главы Иоанна Предтечи».